# SG Bayer Wuppertal/Uerdingen/Dormagen
Die SG Bayer Wuppertal/Uerdingen/Dormagen/Leverkusen ist ein im Jahr 2002 geschaffener Zusammenschluss der Schwimmabteilungen von vier vom Bayer-Konzern geförderten Vereinen. Die SG Bayer gehört zu den erfolgreichsten Vereinen im deutschen Schwimmsport.

## Mitgliedsvereine

Sportverein Bayer Wuppertal
Schwimmverein Bayer Uerdingen 08
Turn- und Sportverein Bayer Dormagen 1920
TSV Bayer 04 Leverkusen (Para-Schwimmen)

- Freie Schwimmer Wuppertal

Die fünf Trägervereine haben nach eigenen Angaben zusammen mehr als 21.000 Mitglieder. Da aber in diesen Vereinen in mehreren Sportarten Spitzensport betrieben wird (Wuppertal 1. Bundesliga Volleyball, Uerdingen 1. Bundesliga Wasserball, Dormagen 1. Bundesliga Handball), liegt die Anzahl der tatsächlichen Mitglieder in der SG Bayer deutlich niedriger.

## Bekannte Schwimmer
Für die SG Bayer starteten unter anderem die Weltmeister Antje Buschschulte, Thomas Rupprath, Kurzbahn-Weltmeisterin Sarah Poewe, der WM-Dritte Steffen Driesen, Staffel-Weltrekordlerin Daniela Samulski, Katarzyna Baranowska (8. Platz 400 Lagen Olympische Spiele 2008) und Para-Schwimm-Weltmeister Taliso Engel.
Die aktuellen Top-Athleten sind Moritz Schaller und Alexander Kühling.

## Vereinsleben
In allen drei beteiligten Städten stehen den Aktiven der Spitzenmannschaft mindestens 15 Stunden pro Woche Trainingsstunden in Hallen- und Freibädern zur Verfügung. Es werden auch regelmäßig früh morgens ab 5:30 Uhr Trainingsstunden angeboten.
Die SG Bayer startet sowohl bei den Damen als auch bei den Herren in der 1. Bundesliga Schwimmen.